# Epepeotes strandi
Epepeotes strandi är en skalbaggsart som först beskrevs av Stefan von Breuning 1935.  Epepeotes strandi ingår i släktet Epepeotes och familjen långhorningar. Inga underarter finns listade i Catalogue of Life.